# Robbie Blunt
Robbie Blunt ist ein britischer Rockgitarrist, der unter anderem in den Bands von Stan Webb, Robert Plant und Julian Lennon spielte.
Blunt begann seine Karriere 1966 bei einer Gruppe namens „Southern Sound“. Danach spielte er bei „Butch Clutch & the Excellerators“, „Bronco“ und „Silverhead“.
1975 schloss er sich Stan Webbs Projekt Broken Glass an, das jedoch nur kurze Zeit bestand. Blunt blieb danach bei Webb, als dieser seine ursprüngliche Band Chicken Shack wiederbelebte. Die Zusammenarbeit hielt bis 1979.
Die nächsten Stationen Blunts waren die Bands „Little Acre“, „The Steve Gibbons Band“ und „Weapons of Peace“. Von 1981 bis 1985 war er mit Robert Plants „Honeydrippers“ unterwegs.
Danach spielte Blunt als Gastmusiker bei vielen Projekten, so etwa 1998 in der Band von Julian Lennon.